# Kult (Band)
Kult ist eine polnische Musikgruppe, die 1982 von Kazimierz Staszewski und Piotr Wieteska gegründet wurde. Ihre Musik hat ihre Wurzeln in Punk und New Wave, enthält aber auch Elemente aus anderen Stilrichtungen wie Reggae, Psychedelic Rock und Jazz. Sie ist bekannt für ihre oftmals provokativen, teils poetischen Texte, und gilt in ihrem Bereich als eine der einflussreichsten Bands in Polen.

## Geschichte
Die Gruppe wurde 1982 aus Novelty Poland, der vorherigen Band von Staszewski, gegründet. Das erste Konzert fand im Warschauer Club Remont statt. Ihre erste Platte Kult wurde 1986 aufgenommen, die Auswahl der Stücke darauf war stark von der Zensur beeinflusst, die bei vielen Liedern die Genehmigung zur Veröffentlichung versagte. Kult setzten sich in ihren Texten zu dieser Zeit oftmals kritisch mit dem sozialistischen System auseinander. Nach der Wende richtete sich ihre Kritik gegen die neuen Machthaber aus der als pseudo-demokratisch empfundenen Politik, Kirche und Wirtschaft.

## Diskografie

### Studioalben
- 1987: Kult
- 1988: Spokojnie
- 1989: Kaseta
- 1991: 45-89
- 1991: Your Eyes
- 1993: Tata Kazika
- 1994: Muj wydafca
- 1998: Ostateczny krach systemu korporacji (PL: Platin)
- 2001: Salon Recreativo

| Jahr | Titel                      | Höchstplatzierung, Gesamtwochen, AuszeichnungChartsChartplatzierungen (Jahr, Titel, Platzierungen, Wochen, Auszeichnungen, Anmerkungen) | Anmerkungen                              |
| Jahr | Titel                      | PL | Anmerkungen                              |
| ---- | -------------------------- | --- | ---------------------------------------- |
| 1987 | Posłuchaj to do ciebie     | PL13 (1 Wo.)PL | Charteinstieg: 2018                      |
| 1996 | Tata 2                     | PL13 (1 Wo.)PL | Charteinstieg: 2018                      |
| 2005 | Poligono industrial        | PL1 (25 Wo.)PL |                                          |
| 2009 | Hurra!                     | PL1 (32 Wo.)PL | Erstveröffentlichung: 28. September 2009 |
| 2010 | Karinga – Hurra! Suplement | PL6 (8 Wo.)PL | Erstveröffentlichung: 12. März 2010      |
| 2013 | Prosto                     | PL1 (33 Wo.)PL | Erstveröffentlichung: 13. Mai 2013       |
| 2016 | Wstyd                      | PL1 Platin · (23 Wo.)PL | Erstveröffentlichung: 14. Oktober 2016   |
| 2016 | Wstyd – Suplement 2016     | PL16 (7 Wo.)PL | Erstveröffentlichung: 2. Dezember 2016   |
| 2021 | Ostatnia płyta             | PL1 Gold · (19 Wo.)PL | Erstveröffentlichung: 28. Mai 2021       |

grau schraffiert: keine Chartdaten aus diesem Jahr verfügbar

### Livealben
- 1989: Tan

| Jahr | Titel                           | Höchstplatzierung, Gesamtwochen, AuszeichnungChartsChartplatzierungen (Jahr, Titel, Platzierungen, Wochen, Auszeichnungen, Anmerkungen) | Anmerkungen                             |
| Jahr | Titel                           | PL | Anmerkungen                             |
| ---- | ------------------------------- | --- | --------------------------------------- |
| 2010 | MTV Unplugged                   | PL1 (48 Wo.)PL |                                         |
| 2017 | Made in Poland                  | PL2 Gold · (11 Wo.)PL | Erstveröffentlichung: 8. September 2017 |
| 2017 | Made in Poland II               | PL44 (4 Wo.)PL | Erstveröffentlichung: 15. Dezember 2017 |
| 2020 | Live Pol’and’Rock Festival 2019 | PL1 Platin · (24 Wo.)PL | Erstveröffentlichung: 6. November 2020  |
| 2025 | Kult Tenerife 29 11 2024        | PL1 (… Wo.)PL |                                         |

### Kompilationen
| Jahr | Titel    | Höchstplatzierung, Gesamtwochen, AuszeichnungChartsChartplatzierungen (Jahr, Titel, Platzierungen, Wochen, Auszeichnungen, Anmerkungen) | Anmerkungen                          |
| Jahr | Titel    | PL | Anmerkungen                          |
| ---- | -------- | --- | ------------------------------------ |
| 2023 | Kult XLI | PL1 Gold · (4 Wo.)PL | Erstveröffentlichung: 14. April 2023 |